# 玛丽·佩赫科宁
玛丽·佩赫科宁（芬蘭語：Mari Pehkonen，1985年2月6日—），芬兰女子冰球运动员，场上位置是前锋。她曾代表芬兰国家队参加2006年冬季奥林匹克运动会冰球比赛，获得第四名。